# 조넬 알렌

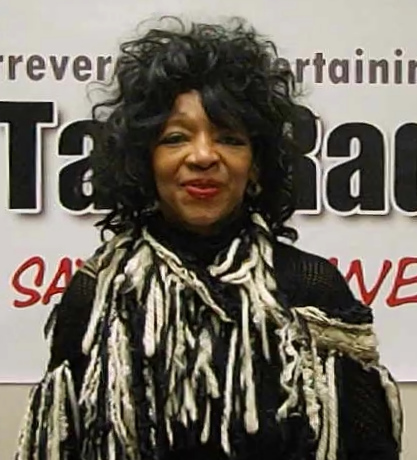

저넬 앨런(Jonelle Allen, 영어 발음: /dʒəˈnɛl/, 1944년 7월 18일 ~ )은 미국의 무용가, 가수, 배우이다.
뉴욕에서 태어났다.

## 출연 작품

### 영화
- Penalty Phase (1986)
- 닥터 퀸 - 더 무비 (1999, Dr. Quinn Medicine Woman: The Movie)
- Flossin (2001)
- Float (2008)

### 텔레비전
- 여형사 페퍼 (1974, 1975)
- Palmerstown, U.S.A. (1980-81)
- 닥터 퀸 (1993-98)
- ER (2000)